# Fernando Arcega
Fernando Arcega Aperte (Saragoça, 3 de abril de 1960) é um ex-basquetebolista espanhol que integrou a seleção espanhola que conquistou a medalha de prata disputada nos XXIII Jogos Olímpicos de Verão realizados em Los Angeles em 1984.